# Ойкокату
О́йкокату (фин. Oikokatu, швед. Gengatan, рус. Прямая улица; с 1900 — Энская улица, после 1911 года — Ближняя улица) — улица в Хельсинки, в районе Круунунхака. Несмотря на название, состоит из двух участков примерно одинаковой длины, расположенных перпендикулярно.

## Примечательные здания
- Школа Седмиградского. Здание построено в 1903—1905 годах на вершине скалистого холма по проекту архитекторов Вальтера Юнга и Эмиля Фабрициуса.[2] В настоящее время в этом здании работает детский сад «Вирккула».[3]